# Amália de Nassau-Weilburg
Amália Carlota Guilhermina Luísa de Nassau-Weilburg (em alemão:  Amelia Charlotte Wilhelmina Louise von Nassau-Weilburg; Kirchheimbolanden, 6 de agosto de 1776 — Castelo de Schaumburg, 19 de fevereiro de 1841) foi uma filha do príncipe Carlos Cristiano, Príncipe de Nassau-Weilburg e da princesa Carolina de Orange-Nassau.

## Família
Amália foi a décima dos quinze filhos do príncipe Carlos Cristiano, Príncipe de Nassau-Weilburg e da princesa Carolina de Orange-Nassau. Os seus avós paternos eram o príncipe Carlos Augusto de Nassau-Weilburg e a princesa Augusta de Nassau-Idstein. Os seus avós maternos eram Guilherme IV, Príncipe de Orange e a princesa Ana, Princesa Real e Princesa de Orange.

## Casamento e descendência
Amália casou-se no dia 29 de outubro de 1793 com o príncipe Vítor II de Anhalt-Bernburg-Schaumburg-Hoym. Tiveram quatro filhas:
1. Hermínia de Anhalt-Bernburg-Schaumburg-Hoym (2 de dezembro de 1797 - 14 de setembro de 1817), casada com o arquiduque José da Áustria; com descendência.
2. Adelaide de Anhalt-Bernburg-Schaumburg-Hoym (23 de fevereiro de 1800 - 13 de setembro de 1820), casada com o futuro grão-duque Augusto de Oldemburgo; com descendência.
3. Ema de Anhalt-Bernburg-Schaumburg-Hoym (20 de maio de 1802 - 1 de agosto de 1858), casada com o príncipe Jorge II de Waldeck e Pyrmont: com descendência.
4. Ida de Anhalt-Bernburg-Schaumburg-Hoym (10 de março de 1804 - 31 de março de 1828) casada com o futuro grão-duque Augusto de Oldemburgo, viúvo da sua irmã; com descendência.